# Сражение при Билища
Сражението при Билища е битка по време на Илинденско-Преображенското въстание между чети на Вътрешната македоно-одринска революционна организация с османски войски в Билища.
След превземането на Клисура костурските въстаници на брой 700 четници се съсредоточават в опожареното от сражението през март Смърдеш на 24 юли 1903 година. На 28 юли четниците се насочват към Капещица и нахийския център Билища, където са съсредоточени османските войски и албански башибозук. Левият фланг на четниците минава през опразненото Капещица и настъпва към Билища. Десният фланг минава през Въмбел и Връбник и също напредва към Билища. Започва сражение срещу 900 турски войници и 300 арнаути, окопани на изгодни позиции над града. Въстаниците не се решават на фронтално нападение и с падането на нощта се изтеглят в Смърдеш с двама убити и един ранен.